# Cao Shuo
Cao Shuo, född 8 oktober 1991, är en friidrottare från Kina. Han deltog vid olympiska sommarspelen 2012 och olympiska sommarspelen 2016.